# Escrituras paleohispánicas
Las escrituras paleohispánicas son los sistemas de escritura que fueron creados en la península ibérica antes de que el alfabeto latino se convirtiera en el sistema de escritura dominante. Estas escrituras se usaron con seguridad, como mínimo, desde el siglo V a. C. (quizás desde el s. VII a. C. según algunas hipótesis), hasta finales del siglo I a. C. o principios del s. I d. C. y fueron el principal vehículo de expresión de las lenguas paleohispánicas. 
Excepto el alfabeto greco-ibérico, que es una adaptación del alfabeto griego jónico, el resto de escrituras paleohispánicas comparten una característica tipológica distintiva: presentan signos con valor silábico, para las oclusivas, y signos con valor alfabético, para el resto de consonantes y vocales. Desde el punto de vista de la clasificación de los sistemas de escritura, no es ni un alfabeto ni un silabario, sino una escritura mixta que se identifica normalmente como semisilabario.
Las escrituras paleohispánicas se pueden agrupar en dos grandes grupos, meridional y nororiental, puesto que, aunque ambos grupos utilizan un repertorio de signos similar, se diferencian claramente por los valores que los signos representan. Sobre su origen no hay consenso: para algunos investigadores su origen está directa y únicamente vinculado al alfabeto fenicio, mientras que para otros en su creación también habría influido el alfabeto griego.

## Signarios nororientales
Las inscripciones que usan los signarios nororientales (escritura celtibérica y escritura ibérica nororiental) han aparecido fundamentalmente en el cuadrante nororiental de la península ibérica, representan el 95% del total conservado y muy mayoritariamente se escriben de izquierda a derecha:

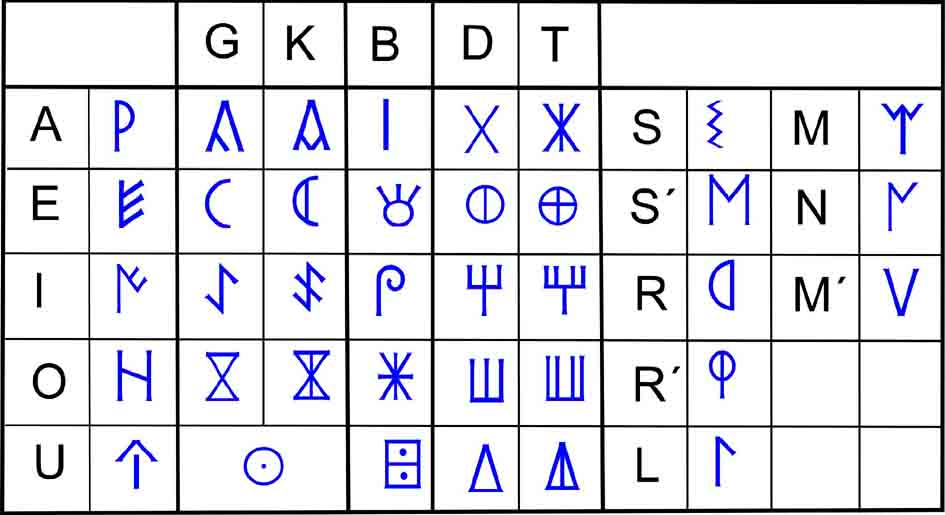
Nororiental (o levantino). Versión dual. Adaptado de Ferrer i Jané 2005.
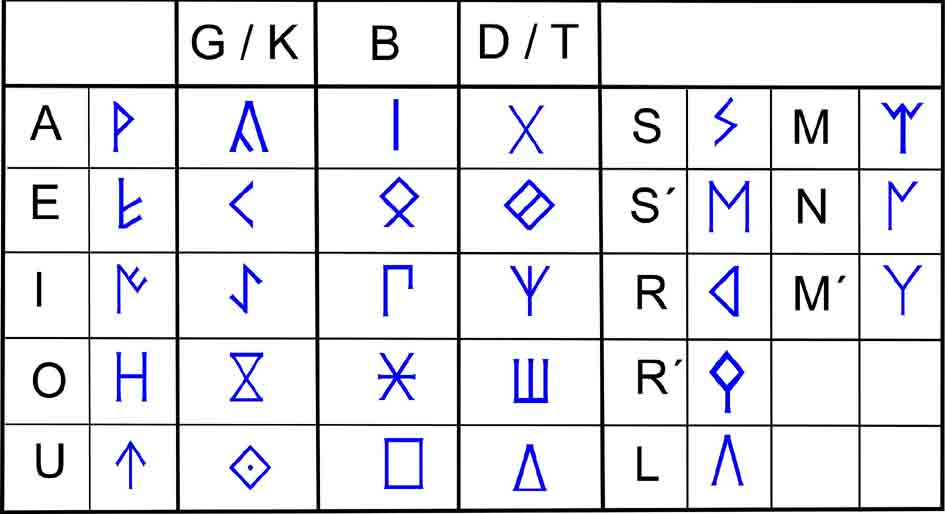
Nororiental no-dual.
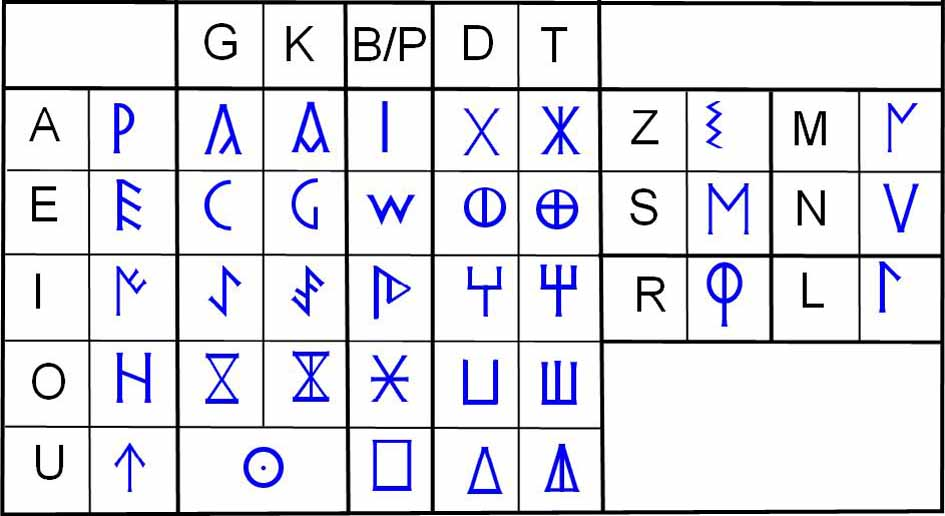
Celtibérico occidental. Adaptado de Ferrer i Jané 2005.
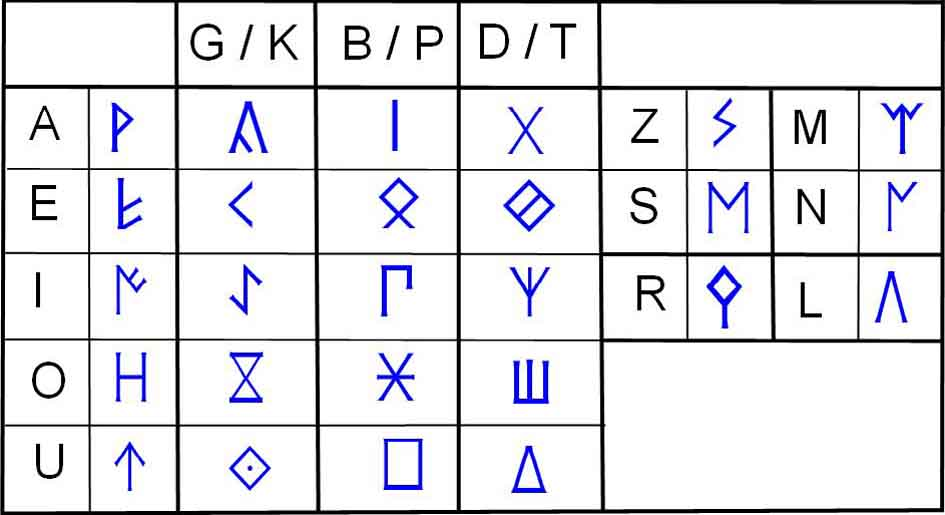
Celtibérico oriental.

### Inscripciones
Celtibérico
- Bronce de Botorrita, el texto paleohispánico más extenso
- Bronce de Luzaga, texto de 123 signos con un tratado de hospitalidad
- Tesera de Sasamón, con forma de caballo y escrita por ambos lados

Nororiental
- Plomo de Ullastret, tipo dual, 6 líneas por una cara y otra línea por la cara B, datado al siglo IV a. C.
- Estela de Santa Perpetua de la Moguda, tipo no-dual, 7 líneas
- Estelas de Badalona, tres estelas funerarias con inscripciones
- Plomo de Pujol, tipo dual, encontrado en una tumba
- Plomo de San Miguel de Liria, tipo dual, Tosal de San Miguel
- Estela de Sinarcas, tipo dual
- Arquitrabe de Sagunto (F.11.8), el único documento bilingüe, aunque se discute que lo sea
- Plomos de La Punta d'Orleyl
- Plomo de Ampurias, escrito por ambos lados, con el destinatario Katulatien, C. 1. 24
- Mosaico de Caminreal, La Caridad, Teruel
- Mosaico de Andelos, Navarra
- Mano de Irulegui, Navarra
- Inscripción de Lanz, Navarra

## Signarios meridionales
Las inscripciones que usan los signarios meridionales (escritura tartésica y escritura ibérica suroriental) han aparecido fundamentalmente en la mitad sur de la península ibérica, representan el 5% del total conservado y muy mayoritariamente se escriben de derecha a izquierda:

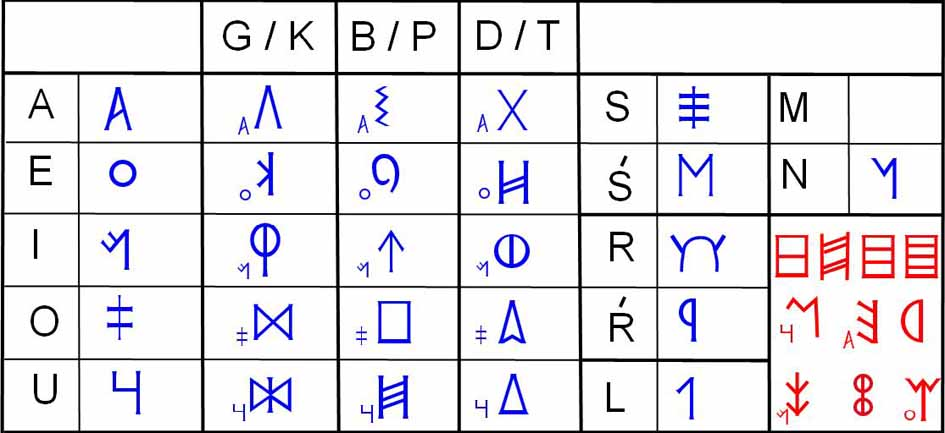
Tartésico (o sudoccidental) Propuesta, adaptado de Rodríguez Ramos 2000. En rojo los signos de identificación discutible.
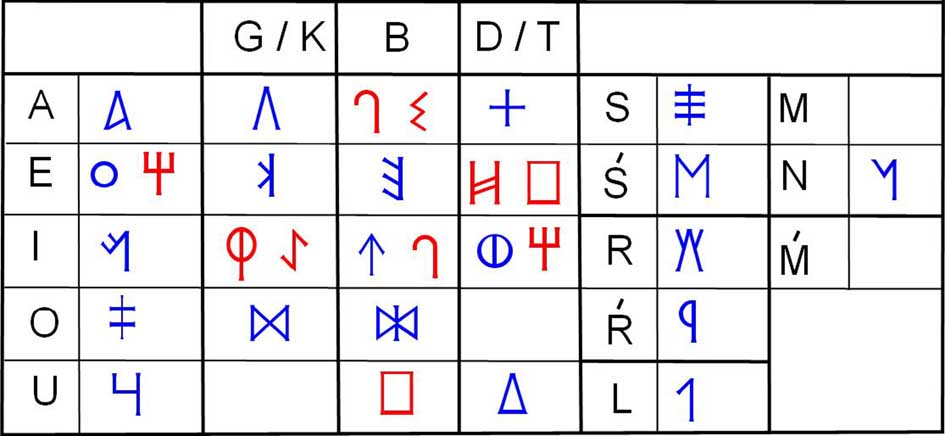
Suroriental Propuesta, adaptado de Correa 2004. En rojo los signos de identificación discutible.
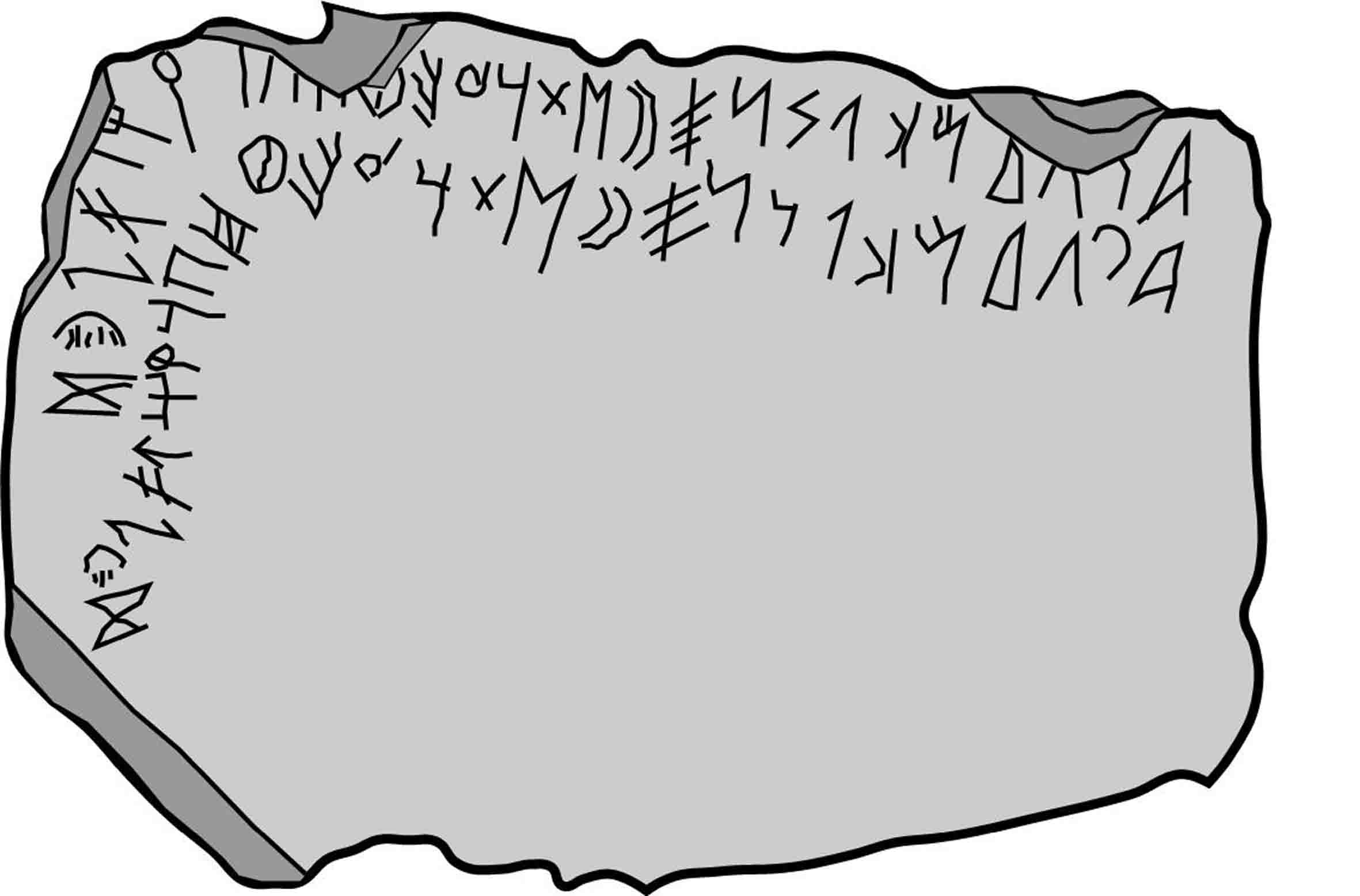
Signario de Espanca (Castro Verde)

### Inscripciones
Tartésico
- Estela VI de Fonte Velha (Bensafrim, Portugal)
- Estela de Abóbada, S65. Puede relacionarse con las estelas de guerrero
- Estela de Mesas do Castelinho, uno de los textos más largos
- Abecedario de Espanca, puede relacionarse con la escritura tartésica. Se trata de un alfabeto en pizarra de 27 signos
- Plomo de Los Allozos, Turdetana, contiene dualidades en ba
- Plomo de Alcolea del Río
- Tablilla de El Turuñuelo.[1]

Suroriental
- Plomo I de La Bastida (G.7.2), tipo dual, rectangular, dos caras y una de ellas tachada. La inscripción meridional más larga.
- Plomo de La Carencia, una de las inscripciones más largas
- Plomo VI de La Bastida (G.7.5), tipo dual, forma sinuosa, y dos caras con dos líneas
- Platos de ofrendas del Tesoro de Abengibre

## Alfabeto greco-ibérico
Las inscripciones que usan el signario greco-íbero han aparecido en una región reducida del sureste de la península ibérica, fundamentalmente en lo que sería la actual provincia de Alicante y alrededores. 

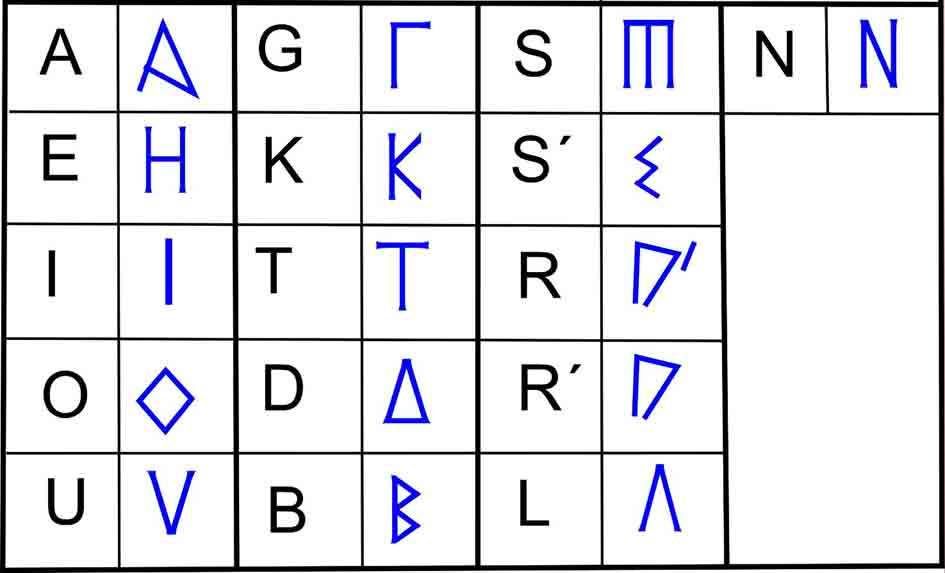
Alfabeto greco-ibérico

- Plomo de La Serreta, la inscripción grecoibérica más extensa, consta de tres textos, de 186 signos, 15 signos, y 133 signos
- Plomo del Cigarralejo, disposición del texto en espiral, apareció en una tumba